# Grådö skans
Grådö skans eller Grådönäset var en befäst gård på en udde nära Grådö i Hedemora kommun i Dalarnas län. Den låg där Dalälven och Badelundaåsen korsades och bildade därför en strategiskt viktig punkt för resor till och från Dalarna. Gården uppfördes i mitten av 1300-talet, men brann ned och återuppfördes i senare delen av samma århundrade. Byggnadsrester från båda dessa faser återfanns vid utgrävningarna, där man bland annat upptäckte att husen var lerklinade, något som var ovanligt i denna del av Sverige under medeltiden. Följden av detta var att gården på håll såg ut som en borg av sten. Skansen bestod av tre platåer med vallgravar emellan, upp till sju meter djupa. Bostadsdelen låg på den sydöstra platån, förråden på den nordvästra och stall samt smedja på den östra platån. Gården var sannolikt en kungsgård och skatt, i form av järn, samlades in på platsen.
Väldigt lite är känt om trakten kring denna tid, men i Raven van Barnekows räkenskaper för Nyköpings fögderi nämns en strid i Dalarna 1366. Detta är ett indicium som skulle kunna förklara den första branden och att den andra uppbyggnaden av gården var mer militärt präglad än den första. Borgen brändes ner en andra gång i slutet av 1300-talet, troligen i samband med striderna mellan Drottning Margareta och Albrekt av Mecklenburg. Vid denna tid grundades också Borganäs i Borlänge, och även Hedemora började växa som samhälle och marknadsplats.
Platsen genomgick en arkeologisk undersökning 1965 av personal från Dalarnas museum och en 1968–1969 av Riksantikvarieämbetet. Den första utgrävningen planerades och utfördes i samband med anläggandet av riksväg 70. Vägsträckningen över näset var redan fastslagen och påbörjad och riksvägen skär genom borgens östra del. Arkeologerna hade på 1960-talet begränsad erfarenhet av medeltida befästningar och man blev förvånad över hur mycket man hittade vid utgrävningarna.

## Bildgalleri

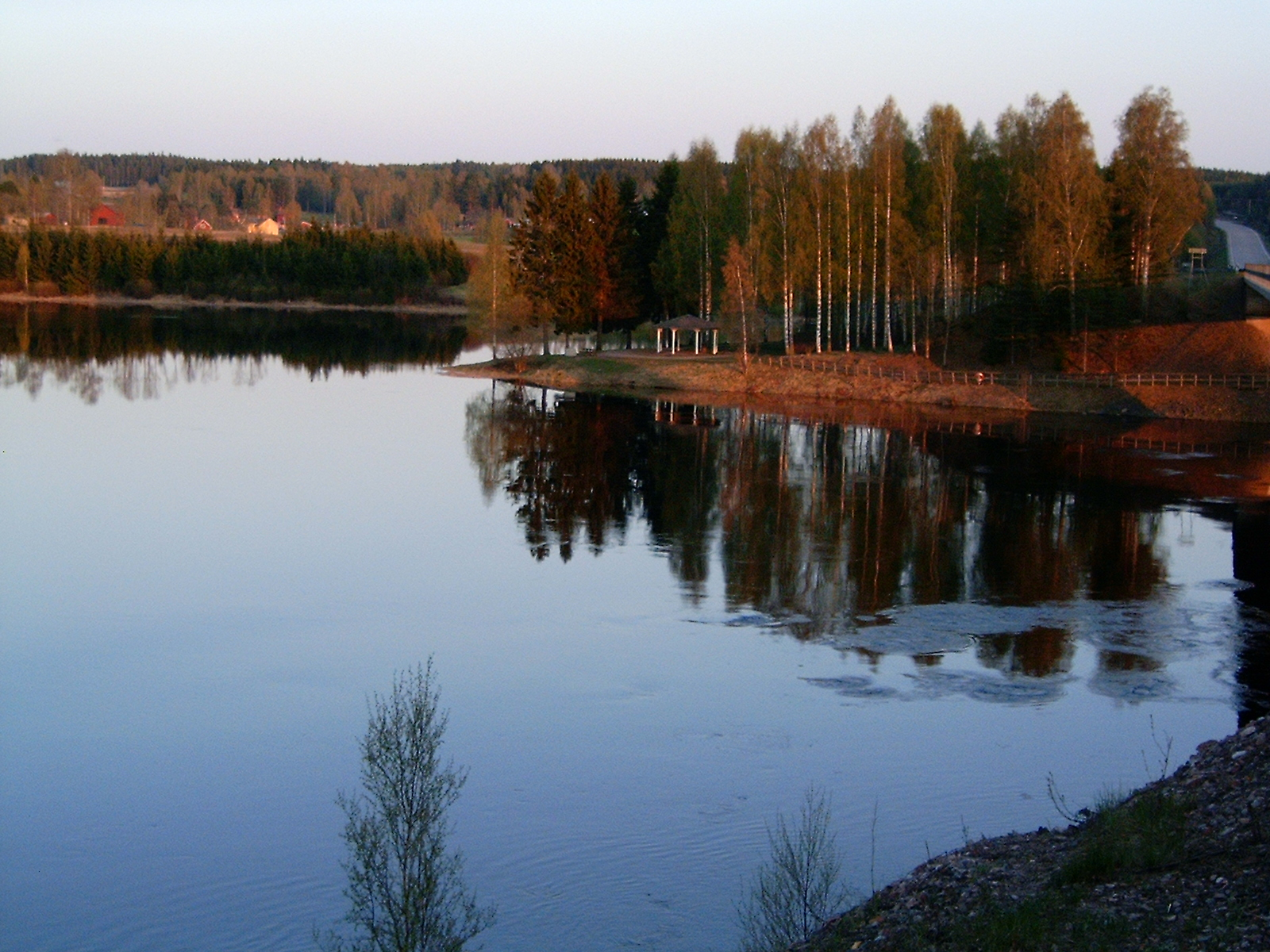
Nordöstra platån
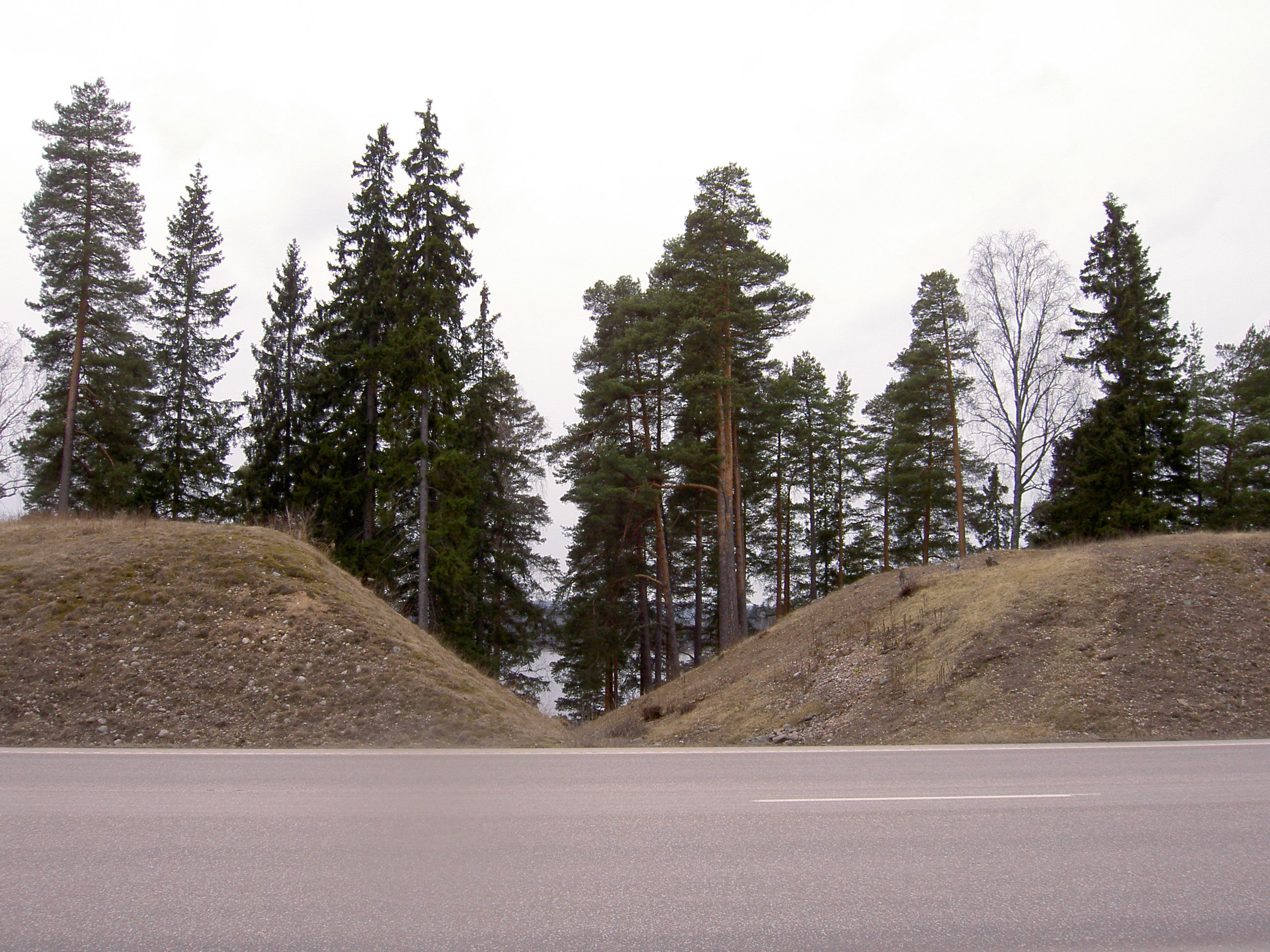
Vallgraven mellan sydvästra och nordvästra platån